# ジンジパインR
ジンジパインR(Gingipain R、EC 3.4.22.37)は、酵素である。以下の化学反応を触媒する。
タンパク質やその他の小分子を加水分解する。特にP1位のアルギニン残基を好む。
この酵素は、歯周病の病原細菌であるポルフィロモナス・ジンジバリス(Porphyromonas gingivalis)が分泌する、エンドペプチダーゼである。